# 青羽美代子
青羽美代子（日语：／ Aoba Miyoko，1961年9月2日—），日本女性配音員。出身於埼玉縣。Eight Promotion所屬。O型血。

## 來歷、人物
劇團Garakuta工房附屬訓練學校2期生。
之前隸屬於青二Production。
作為配音員，主要在動畫中飾演配角。私生活方面，她於1993年與歌手井澤八郎結婚（井澤再婚），並一直在一起直到2007年井澤去世。

## 演出
粗體字表示主要角色。

### 電視動畫
1985年
- 搞怪拍檔（空服員）

1987年
- 愛的小婦人物語（安妮·莫法特〈第2代〉）
- 假面忍者 赤影（1987年—1988年，誠）
- 鬼太郎 (第3作)（頭）
- 新楓葉鎮物語 棕櫚鎮篇（男孩子A）

1988年
- 新格林名作劇場（婦人、小孩）
- 鬥將!! 拉麵男（小孩、福）
- 變形金剛：超神 Master Force（瑪丹娜）
- 妳好！淑女小琳（日语：レディ!!#ハロー！レディリン）（莎拉）
- 聖魔大戰（線香小姐、救援觀音、救援女王、貝利惡魔騎士）

1989年
- 西瓜皮先生（學校老師）
- 奇天烈大百科（1989年—1993年，瀨川、順子、內山香織、美和子、和馬的媽媽、圭子、五十嵐夫人、房子 等）
- 勇者鬥惡龍（1989年—1991年，奇奇）
- 變形金剛V（璐琦[3]）
- 甜蜜小天使 (1988年版)（詩織的弟弟）
- 魔動王Granzort（廣播）

1990年
- 魔法使莎莉 (1989年版)（1990年—1991年，小孩、可憐、朋子的母親）
- 夠了！阿太郎 (1990年版)（日语：もーれつア太郎）（女學生B）

1991年
- 百戰小奇兵（沙織）
- 蓋特機器人號
- 校園七大不可思議神秘事件（日语：ハイスクールミステリー学園七不思議）（石澤真紀江）

1992年
- 小小男子漢（1992年—1993年，魚政的妻子、不良少女A、霞）
- 美少女戰士（美加的母親）

1993年
- 足球風雲（白石響子）
- GS美神（花子）
- 七龍珠Z（碧莎）
- 龍虎之拳（電視主播）
- 美少女戰士R（愛美的母親）

1995年
- 動畫世界的童話（日语：世界名作童話シリーズ ワ〜ォ!メルヘン王国）（鵝、穆斯林克斯夫人）

### 電影動畫
- 聖魔大戰：無緣區域的寶藏（1988年，龜助）
- 隨風而逝的記憶（1990年）
- 三國志 第一部：英雄的黎明（1992年，女兒）
- 勇者鬥惡龍：羅德的紋章（1996年，奇拉的追隨者）

### OVA
- 活劇少女偵探團（日语：活劇少女探偵団）（1986年）
- （1989年，女店員A）
- 宇宙船製造法（日语：藤子・F・不二雄のSF短編）（1990年，由香[4]）
- 銀河英雄傳說（1991年）
- 含羞草（1991年，女）
- BE-BOP-HIGHSCHOOL（日语：ビー・バップ・ハイスクール）（1992年，良子）
- 新·甜心戰士（1994年，波基）
- 鬼切丸（日语：鬼切丸 (漫画)）（1995年，朱根的朋友）

### 遊戲
- CAL II（1991年，維納絲）
- CAL III完結篇（1993年，維納絲）
- Eternal Melody（日语：エターナルメロディ）（1996年，凱倫·萊卡奇斯）

### 廣播劇CD
- BASTARD!! -暗黑的破壞神- 外傳（1991年）
- Alice Soft 特別篇「Love Panic」（1992年，艾莉絲）

### 外語配音

#### 電影
- 來看天堂（英语：Come See the Paradise）（喬伊斯·川村〈娜奧米·中野〉）※影碟版。

### 舞台
- 繪本昔話狐嫁入（1988年，鶴的聲音）[5]

### 其它
- 兒童人偶劇場（日语：こどもにんぎょう劇場）「椽子與山貓（日语：どんぐりと山猫）」（松鼠）

## 著書
- （文藝社（日语：文芸社））ISBN 4-286-05855-7 ※工藤美代子名義。

## 外部連結
- （日語）—青羽美代子的官方個人網站。